# Heinz Tiedemann
Heinz Tiedemann (* 16. Februar 1923 in Berlin; † 29. August 2004) war ein deutscher Mediziner, Biochemiker, Entwicklungsbiologe und Hochschullehrer.

## Leben und Wirken
Tiedemann wuchs in Berlin auf und studierte ab 1941 Medizin in Berlin und Freiburg. Anschließend studierte er bei Else Knake in Berlin Chemie und wurde zum Doktor der Medizin promoviert. Er promovierte danach zum Dr. rer. nat. bei dem Biochemiker Otto Warburg am Kaiser-Wilhelm-Institut für Zellphysiologie (später: Max-Planck-Institut für Zellphysiologie) in Berlin-Dahlem und wies nach, dass embryonale Induktoren Proteine sind und etablierte die Phenolextraktion zur Trennung von Proteinen von Nukleinsäuren. 1953 heiratete er Hildegard Waechter; aus der Ehe gingen die Kinder Karl-Heinz und Christiane hervor. Ab 1954 arbeitete er bei Otto Mangold am Heiligenberg-Institut für Experimentelle Biologie in Heiligenberg. Er habilitierte sich 1957 an der Universität Freiburg. Im gleichen Jahr wurde er dort als Privatdozent tätig. Von 1963 bis 1965 war er mit seiner Frau Hildegard Tiedemann in Baltimore, USA.
Nach seiner Rückkehr wurde er 1965 Leiter einer Arbeitsgruppe am damaligen Max-Planck-Institut für Meeresbiologie in Wilhelmshaven. Im selben Jahr wurde er zum Wissenschaftlichen Mitglied der Max-Planck-Gesellschaft berufen und außerplanmäßiger Professor für Biochemie an der Universität Freiburg. 1967 wurde er ordentlicher Professor für Physiologische Chemie (Biochemie) an der Freien Universität Berlin und dort Institutsdirektor.
Zu seinen speziellen Arbeitsgebieten gehörte die Biochemie der Differenzierung höherer Zellen, worüber er in Fachveröffentlichungen wie The Biochemistry of Animal Development, Biochemical Development of the fetus and neonate und Biochemistry of Differentiaton and Morphogenesis publizierte. Er isolierte und reinigte das Activin A und weitere Faktoren, die zur Differenzierung von Geweben benötigt werden, und trug damit zu Erkenntnissen über Stammzellen bei.